# Captive d'assurance
 (juillet 2021).
Si vous disposez d'ouvrages ou d'articles de référence ou si vous connaissez des sites web de qualité traitant du thème abordé ici, merci de compléter l'article en donnant les références utiles à sa vérifiabilité et en les liant à la section « Notes et références ».
Pour les articles homonymes, voir Captive.
La notion de captive d’assurance est ici employée dans une acception très large. Elle regroupe quatre types de captives d'assurance :
- Une captive d’assurance stricto sensu, ou captive d’assurance directe est une société filiale, créée par l’entreprise, qui va jouer le rôle d’un assureur traditionnel, en garantissant les risques uniquement supportés par l’entreprise. Elle perçoit des primes de la holding et verse des indemnités en cas de sinistres, conformément au schéma classique de l’assurance.

- La captive de réassurance fait intervenir une opération de fronting. Les assurances de l’entreprise sont gérées par une ou plusieurs compagnies d’assurance du marché qui se réassurent auprès de la compagnie captive de réassurance contrôlée par l’entreprise ou le groupe assurés.

- Le compte captif (rent-a-captive) consiste en la location d’un « compte » auprès d’une compagnie d’assurance possédant une captive subdivisée en compartiments. À l’instar d’un compte bancaire, chaque compartiment représentatif d’un compte captif est indépendant. Le compte loué est affecté à l’entreprise. Les primes versées sont affectées sur ce compte et les indemnités de sinistre y sont prélevées. C’est une solution beaucoup plus accessible, l’entreprise assurée n’ayant pas la charge de mettre en place une structure spécifique et en supporter la gestion.

- Les captives mutuelles sont des sociétés captives détenues par plusieurs entreprises (ou groupes), n’ayant pas de lien entre elles mais présentant des caractéristiques communes : même secteur d’activité, mêmes types de risques. La captive mutuelle crée une compensation financière primaire entre ses membres qui leur sera profitable dans la mesure où les cotisations recueillies permettront de faire face aux sinistres et ou la sinistralité globale reste inférieure à la moyenne.

## Historique
Il est difficile de déterminer avec exactitude le premier montage juridique et financier qui pourrait constituer les prémices d’une captive d’assurance. Le phénomène est quoi qu’il en soit, incontestablement, d’origine anglo-saxonne.
Il est couramment admis que la captive d’assurance a existé sous une certaine forme depuis les années 1870 lorsque les premiers « Protection & Indemnity clubs » ont été créés.
En 1893, une société américaine, la Commercial Credit Company, crée l’American Credit Indemnity of New York, filiale ayant pour unique objet social d’assurer les risques de sa société mère. En 1899, la National Mutual Church Insurance Company est constituée par la General Conference of the Methodist Episcopal Church'.
Le terme captive est toutefois attribué à Frederic M Reiss, qui l'aurait utilisé pour la première fois dans l'Ohio dans les années 1950 pour désigner les assurances d'un client du secteur minier (The Youngstown Sheet & Tube Company). Cette compagnie possédait plusieurs mines dont la production était exclusivement destinée à ses propres usines. Le terme 'Captive Mines' était utilisé pour designer ces mines à usage exclusif, captive étant le terme anglais pour prisonnier. Reiss, qui aidait la compagnie à créer des sociétés d'assurance couvrant exclusivement ces mines, a donc prêté le mot captive qui désigne aujourd’hui l'ensemble des sociétés d'assurances de ce type. 
En Europe, est créée la première captive d’assurance en 1920, en Grande-Bretagne, la Imperial Chemicals Insurance Limited, suivie en 1937 par Blackfriars Insurance (groupe Unilever). Cette dernière était basée en Grande-Bretagne et soumise à la réglementation générale des compagnies d’assurance.
En France, le montage est plutôt méconnu, mais pas ignoré : en 1930, les entreprises Peugeot et Citroën avaient obtenu l’agrément pour la création d’une compagnie d’assurance.
Ainsi, l’émergence réelle des captives d’assurance débute à partir des années 1960. Jusque-là, seule une centaine de sociétés captives avaient été créées dans le monde. D’ailleurs, le terme même de « captive » est imputé à Fred Reiss qui constitue en 1962 une société de gestion aux Bermudes et invite nombreux de ses clients à former des captives d’assurance.

Il s’ensuit une croissance rapide et exponentielle du phénomène. On recensait environ 1 000 captives d’assurance dans le monde en 1977, plus de 2 000 en 1989, 3 000 en 1993, 3 600 en 1995, 4 800 en 2002.

## Origine du phénomène
Les raisons qui ont conduit à la création de ces captives demeurent premières aujourd’hui. Elles ont été en effet une réponse efficace à un durcissement du marché de l’assurance à partir des années 1970, essentiellement des difficultés liées à l’assurance de responsabilité civile pour les entreprises de production. 
Le fait le plus marquant est sans doute l’accident de forage de Santa-Barbara (Californie) survenu en 1969. Les permis d’exploration et de production pétrolières représentant des investissements coûteux, les compagnies devaient se regrouper en coentreprise. Les assureurs avaient estimé le risque maximum à 150 millions de dollars sans avoir songé qu’il pouvait y avoir un cumul de réclamations en cas de sinistre. Celles-ci se sont portées sur les compagnies pétrolières, à la suite de l’accident, à un montant de 500 millions de dollars. 
Face au refus des assureurs de garantir le risque de pollution, ainsi qu’aux exigences gouvernementales accordant les licences d’exploitation moyennant un engagement de responsabilité illimitée, plusieurs groupes pétroliers se sont regroupés pour former en 1972, une captive mutuelle, la Oil Insurance Ltd. 
Le groupe français Total, membre de la Oil Insurance Ltd, devait cependant supporter des franchises de plusieurs millions de dollars par sinistre, ce qui aurait pu compromettre l’équilibre financier de certaines petites filiales ; il décide donc de fonder sa propre captive d’assurance, la Omnium Insurance and Reinsurance Co Ltd, enregistrée aux Bermudes en 1973, l’une des premières captives françaises et qui fonctionne toujours aujourd’hui.
Par souci de compétitivité, mais également à la suite du constat que les primes versées à l’assureur ont été plus importantes que les indemnités perçues, le groupe ELF Aquitaine crée également en 1979  sa propre captive d’assurance, domiciliée aux Bermudes : Alphega Insurance Ltd.
Aujourd’hui, les grandes entreprises françaises sont de plus en plus nombreuses à créer des captives de réassurance : beaucoup ont choisi d’installer leur captive au Luxembourg. Le phénomène intéresse également des PME étant devenu un outil fondamental de risk management.
Une captive de réassurance permet à la société qui la possède d'assurer certains risques et ainsi de garder une partie de la trésorerie dans le groupe tout en bénéficiant d'avantages fiscaux, notamment au Luxembourg (le résultat n'est pas imposé grâce à une provision spéciale), où sont basées la plupart des captives.
La captive est en général gérée par un courtier (Aon, Marsh, Sogecore,…) et adopte le même fonctionnement qu'une société de réassurance.